# Бєловщина
Бєловщина (біл. вёска Белаўшчына) — село в складі Мядельського району Мінської області, Білорусь. Село підпорядковане Нарачанській сільській раді, розташоване в північній частині області.